# Скијашко трчање на Зимским олимпијским играма 2014 — штафета 4 х 10 километара за мушкарце
Такмичење мушких штафета 4 х 10 км у скијашком трчању на Зимским олимпијским играма 2014. у Сочију, одржано је 16. фебруара 2014. на комплексу за скијашко трчање и биатлон Лаура у Красној Пољани, Краснодарском крај 60 км удаљеној од Сочија у Русији, са почетком у 14:00 часова по локалном времену.
Титулу је одбранила штафета Шведске.

## Систем такмичења
Штафета се сасоји од 4 такмичара. Сваки такмичар трчи дистанцу од 10 км. Такмичари прва два круга трче класичним, а друга два слободним стилом. Трка почиње масовним стартом првих такмичара у штафети. У простору за „примо-предају“ штафете, долазећи такмичар додирне руком раме такмичара који чека свој старт. Победник је она штафета чији четврти такмичар први прође линију циља.

## Земље учеснице
Укествовала су 64 такмичара ( 16 штафета) из 16 земаља.
1. Белорусија 4
2. Канада 4
3. Чешка 4
4. Естонија 4
5. Финска 4
6. Француска 4
7. Немачка 4
8. Италија 4
9. Јапан 4
10. Казахстан 4
11. Норвешка 4
12. Пољска 4
13. Русија 4
14. Швајцарска 4
15. Шведска 4
16. Сједињене Америчке Државе 4

## Резултати
| Пласман | ст, бр. | Земља                                                                                   | Време                                     | Заостатак |
| ------- | ------- | --------------------------------------------------------------------------------------- | ----------------------------------------- | --------- |
|         | 2       | Ларс Нелсон · Данијел Рикардсон · Јохан Олсон · Маркус Хелнер · Шведска                 | 23:16,5 22:59,6 21:00.4 21:25,5 1:28:42,0 | +0,0      |
|         | 3       | Дмитри Јапаров · Александар Бесмјертних · Александар Љохков · Максим Вилежањин · Русија | 23:43,8 23:13,6 20:33,4 21:38,5 1:29:09,3 | +27,3     |
|         | 9       | Жан-Марк Гајар · Морис Манифика · Робен Дивијар · Иван Перија Боате · Француска         | 23:26,1 23:13,6 20:55,4 21:38,8 1:29:13,9 | +31,9     |
| 4.      | 1       | Елдар Ренинг · Крис Јесперсен · Мартин Јонсруд Сундби · Петер Нортуг · Норвешка         | 23:42,8 23:36,1 20:56,8 21:36,0 1:29:51,7 | +1:09,7   |
| 5.      | 4       | Дитмар Некелер · Ђорђо Ди Чента · Роланд Клара · Давид Хофер · Италија                  | 23:41,5 23:16,3 21:00,4 22:06,5 1:30:04,7 | +1:22,7   |
| 6.      | 5       | Сами Јаухојерви · Иво Нисканен · Лари Лехтонен · Мати Хејкинен · Финска                 | 23:16.8 22:59,3 22:09,7 22:02,6 1:30:28,4 | +1:46,4   |
| 7.      | 6       | Курдин Перл · Јонас Бауман · Ремо Фишер · Тони Ливерс · Швајцарска                      | 23:38,0 23:34,0 21:49,1 21:32,7 1:30:33,8 | +1:51,8   |
| 8.      | 11      | Алеш Разим · Лукаш Бауер · Мартин Јакш · Душан Кожишек · Чешка                          | 23:43,5 22:49,9 21:25,2 22:38,2 1:30:36,8 | +1:54,8   |
| 9.      | 7       | Јенс Филбрих · Аксел Тајхман · Тобијас Ангерер · Ханес Доцлер · Немачка                 | 23:53,3 23:18,5 21:32,9 22:34,1 1:31:18,8 | +2:36,8   |
| 10.     | 15      | Карел Тамјерв · Алго Керп · Ајвар Рехема · Раидо Ренкел · Естонија                      | 24:17,2 23:53,3 22:13,0 22:29,1 1:32:52,6 | +4:10,6   |
| 11.     | 10      | Ендру Њуел · Ерик Бјорнсен · Ноа Хофман · Сими Хамилтон · Сједињене Америчке Државе     | 24:34,3 23:56,8 21:37,4 23:06,6 1:33:15,1 | +4:33,1   |
| 12.     | 12      | Лен Велјас · Иван Бабиков · Граем Килик · Џеси Кокни · Канада                           | 24:16,1 23:56,9 22:04,6 23:01,4 1:33:19,0 | +4:37,0   |
| 13.     | 13      | Денис Волотка · Сергеј Черепанов · Јевгениј Величко · Марк Старостин · Казахстан        | 23:50,1 24:28,7 22:44,2 23:08,9 1:34:11,9 | +5:29,9   |
| 14.     | 14      | Михал Семјонов · Александар Лазуткин · Алексеј Иванов · Сергеј Долидович · Белорусија   | 24:20,6 25:13,2 22:27,8 22:38,5 1:34:40,1 | +5:58,1   |
| 15.     | 16      | Маћеј Кречмер · Себастијан Газурек · Маћеј Старега · Јан Антолец · Пољска               | 24:04,1 24:35,5 22:42,9 24:24,0 1:35:46,5 | +7:04,5   |
| 16.     | 8       | Хиројуки Мијазава · Кеишин Јошида · Нобу Нарусе · Акира Лентинг · Јапан                 | 25:17,8 24:54,3 23:31,2 КРУГ              |           |